# Beelitz
Beelitz là một đô thị thuộc huyện Potsdam-Mittelmark, bang Brandenburg, Đức.

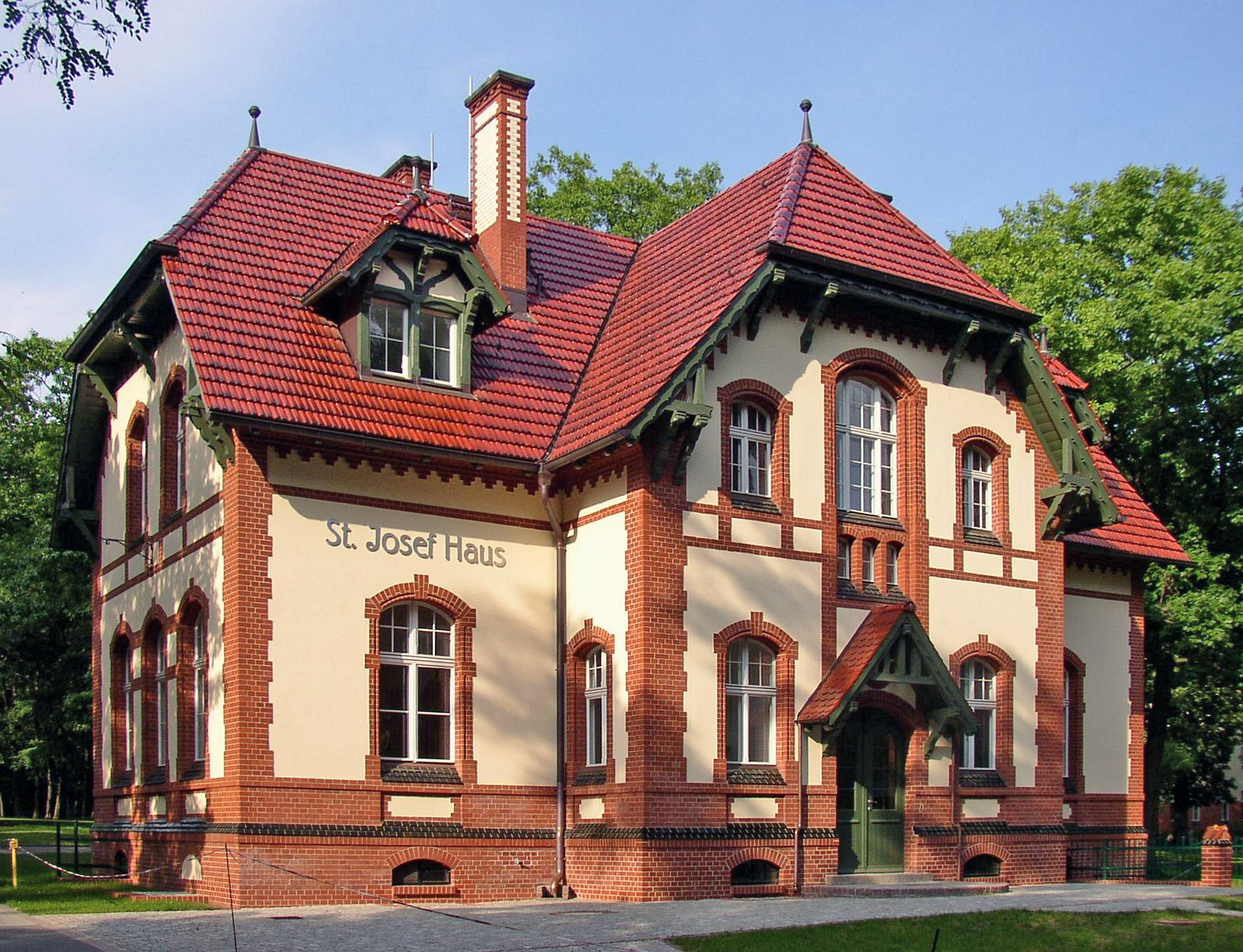
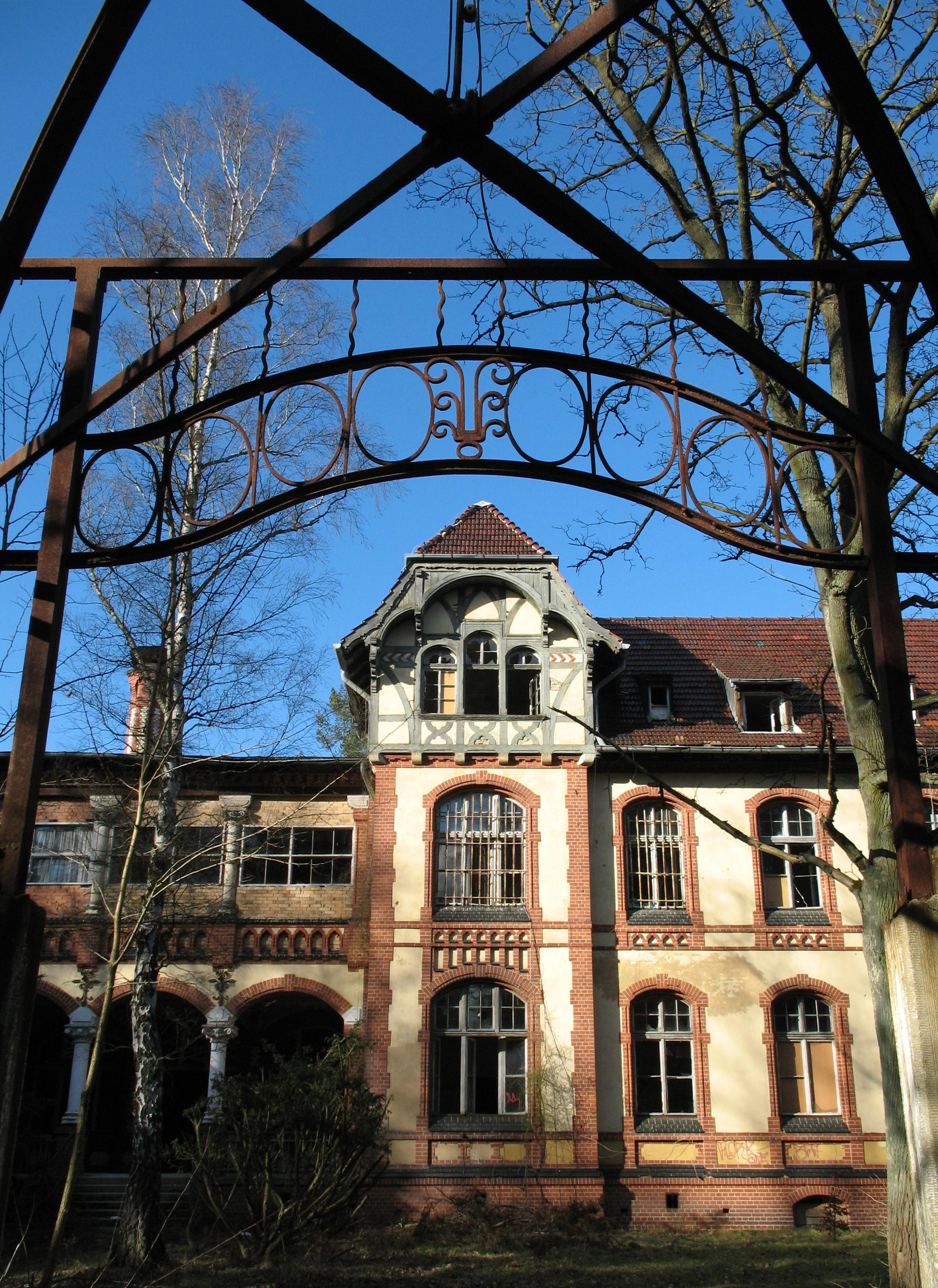
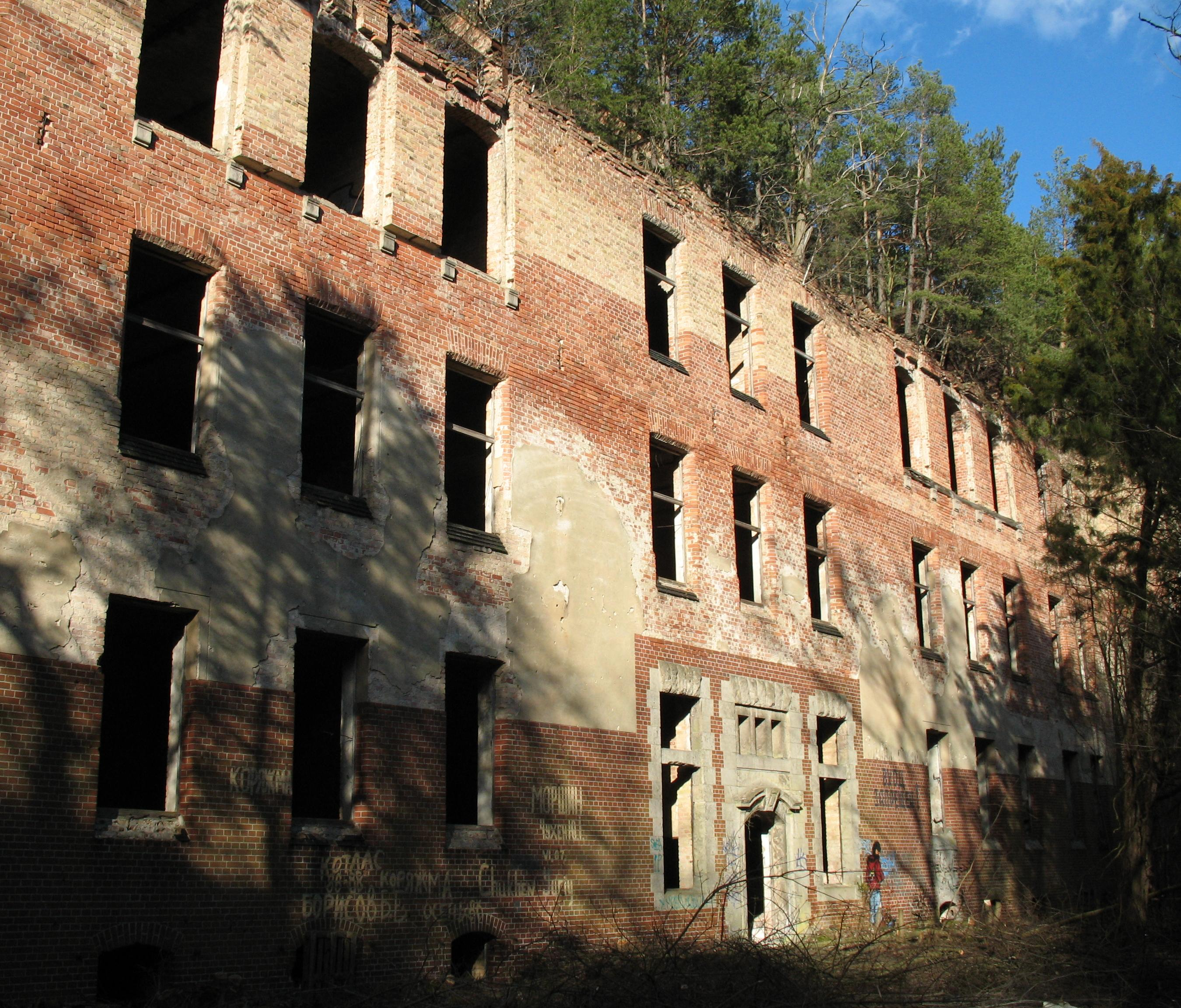
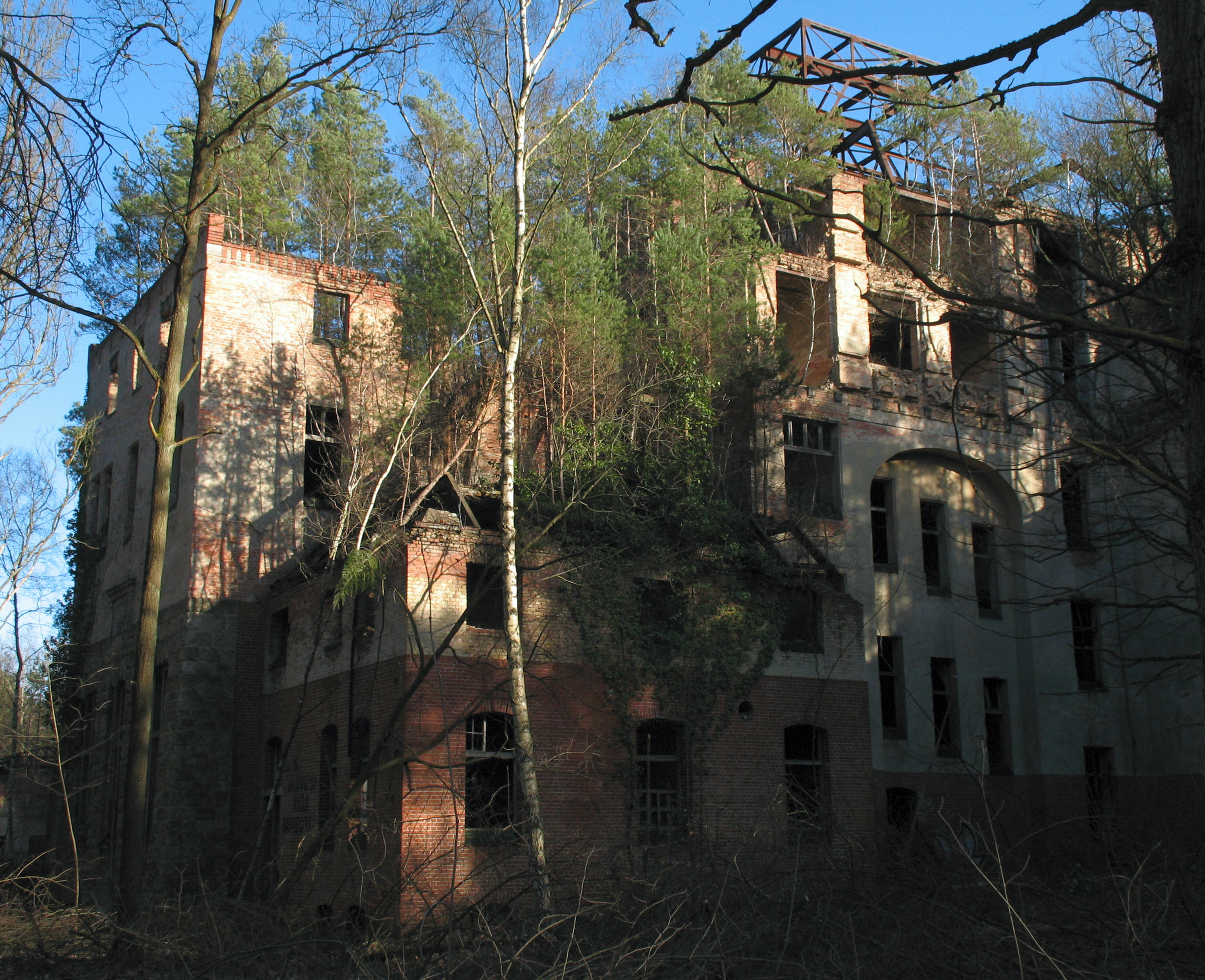
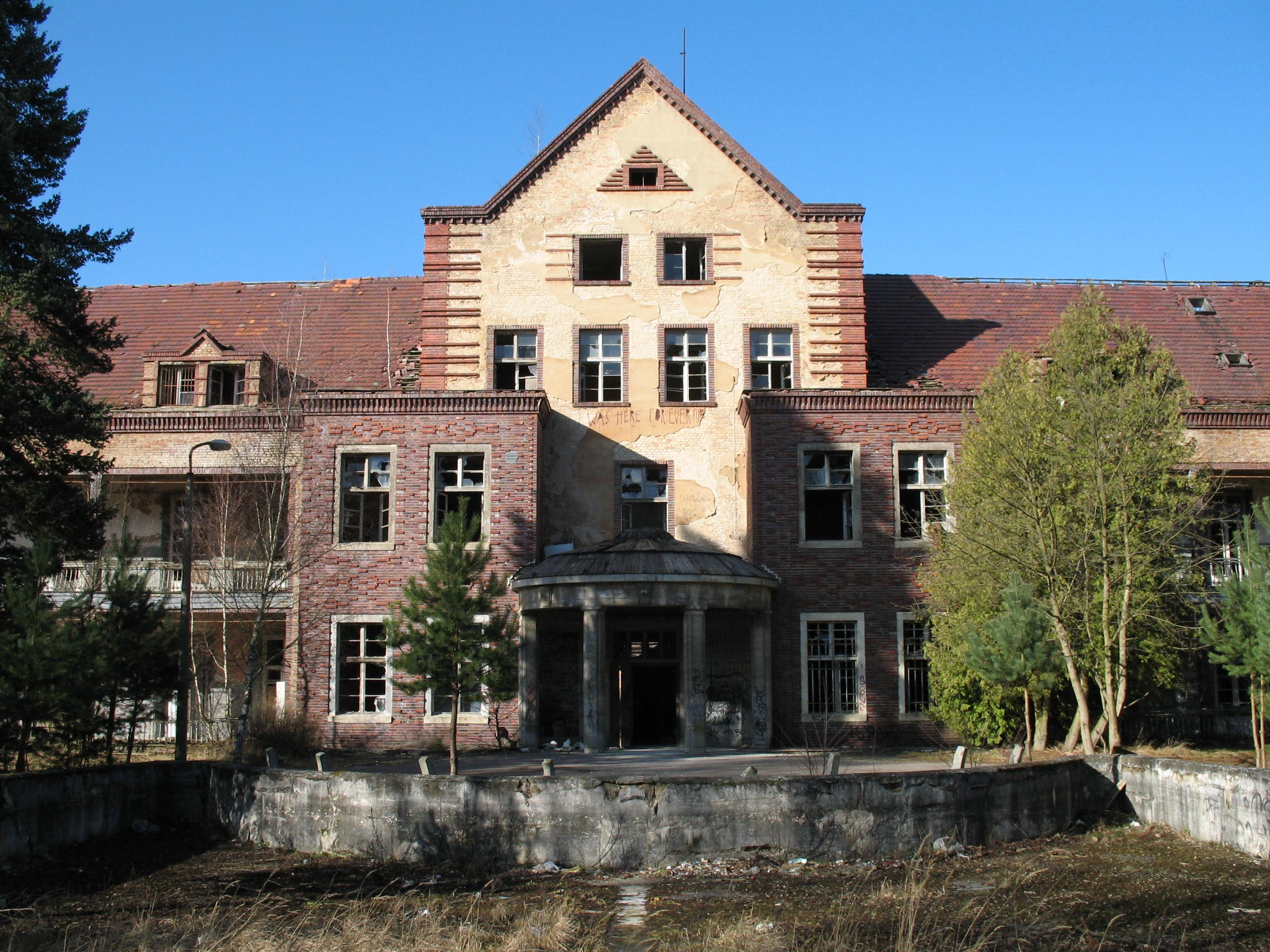
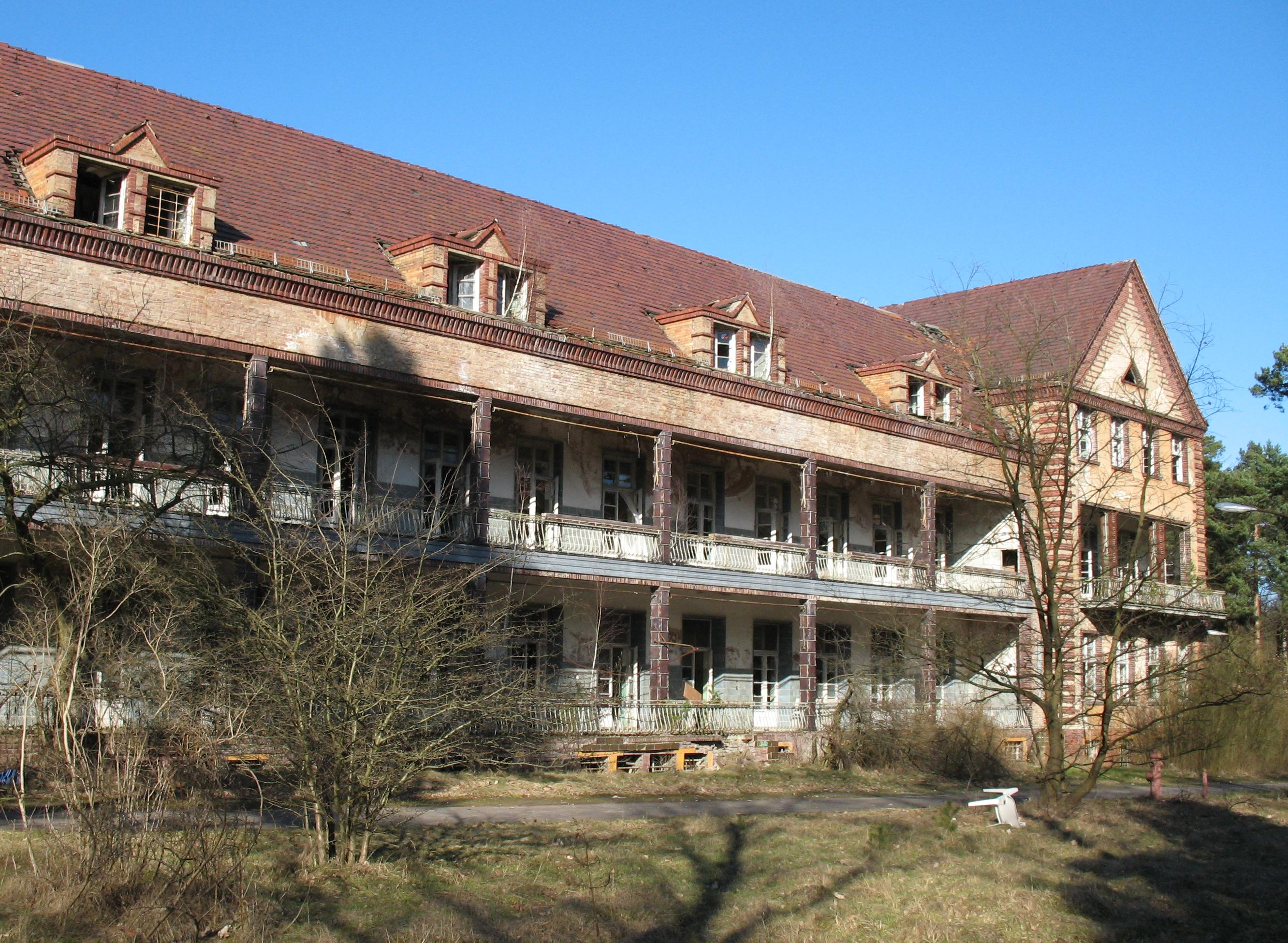
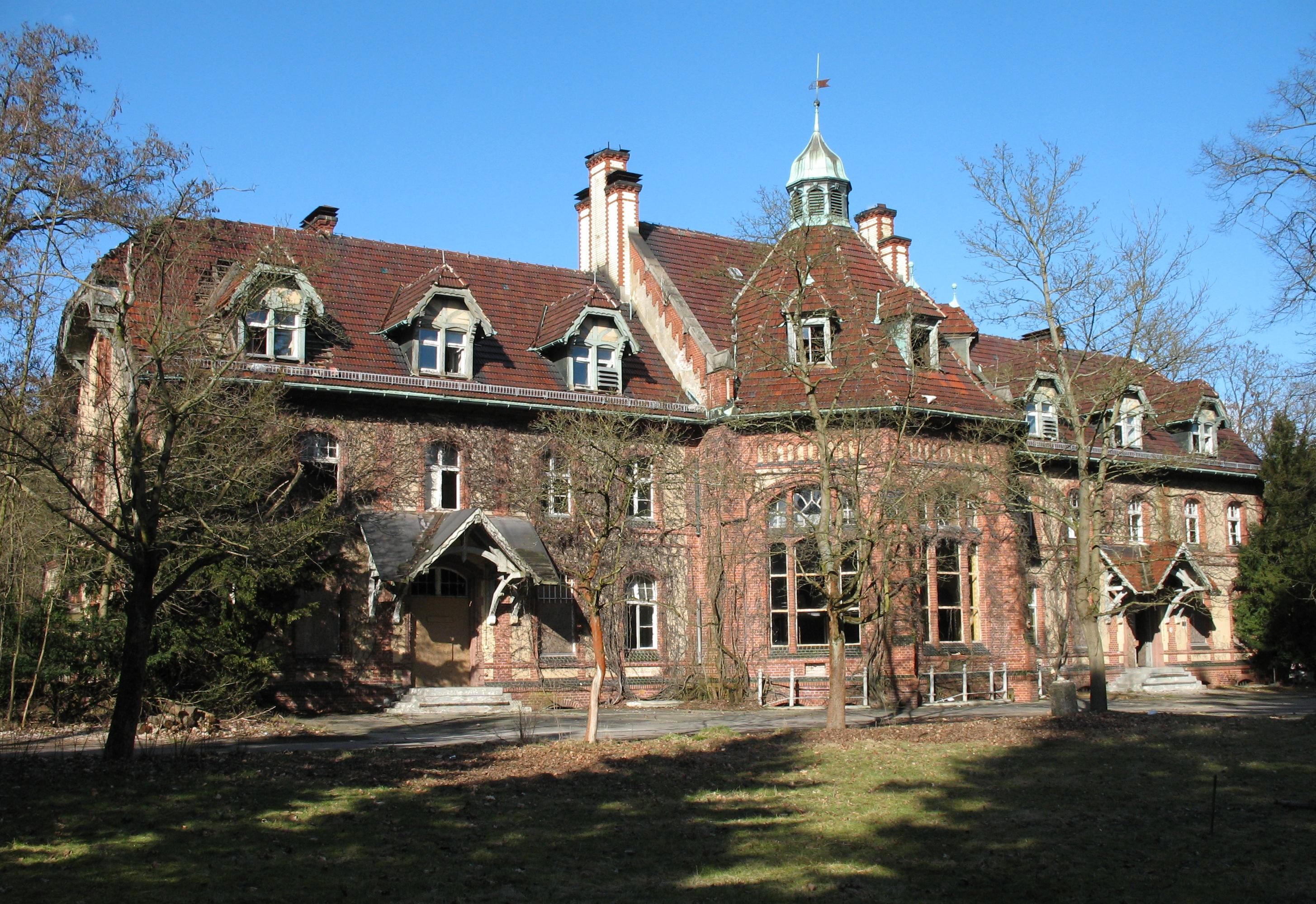
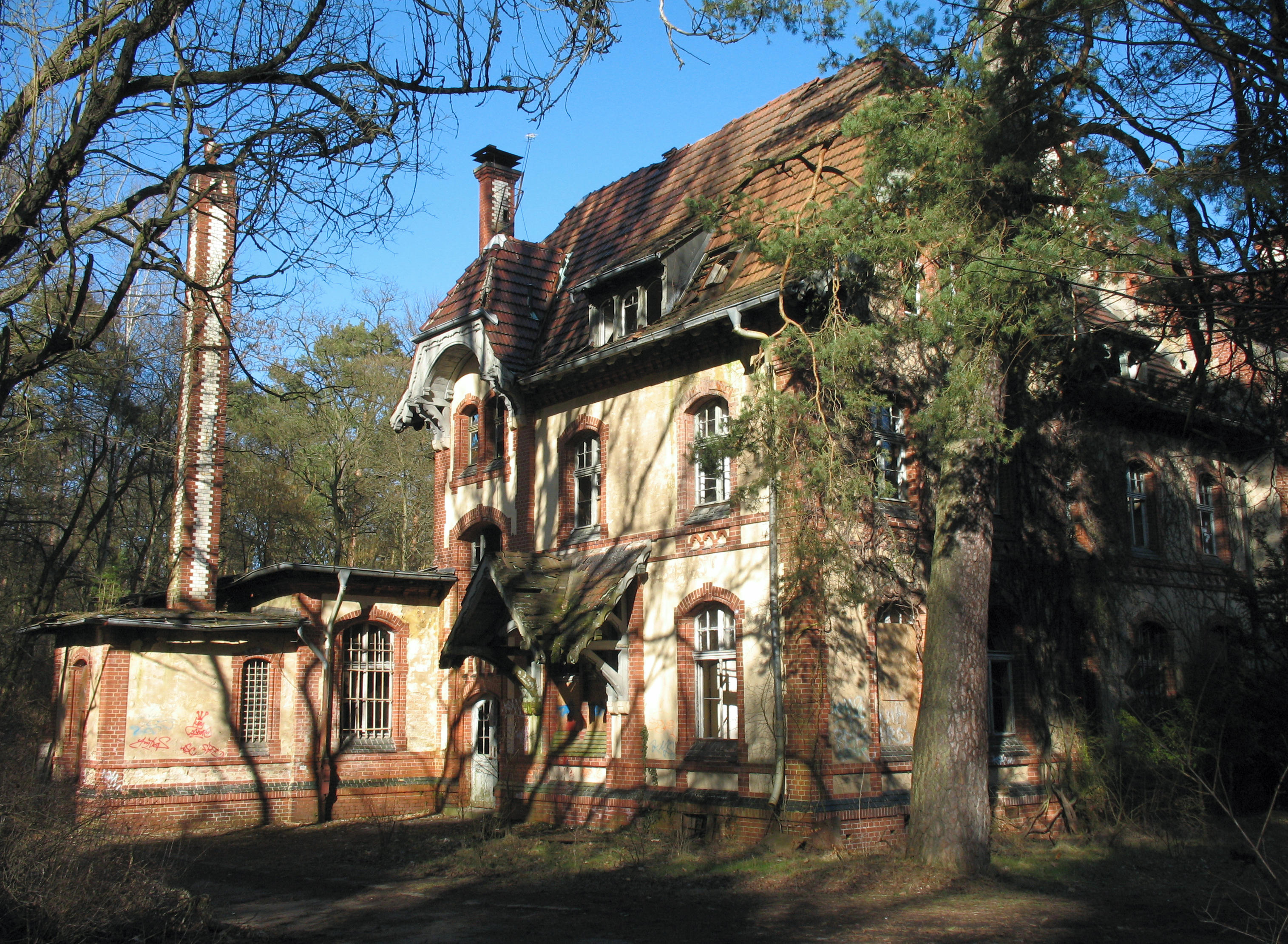

## Thành phố kết nghĩa
- Ratingen, North Rhine-Westphalia
- Alfter, North Rhine-Westphalia

## Links
- Beelitz-Heilstätten online Lưu trữ ngày 14 tháng 12 năm 2007 tại Wayback Machine (in German)
- History, maps, and photos of the buildings early 2008 (English)
- Neurologische Rehabilitationsklinik Beelitz-Heilstätten (in German)
- Photo gallery of the abandoned hospital buildings (in German)